# كيبور
فيلم كيبور (بالعبرية:כיפור) (بالإنجليزية:Kippur) ، هي فيلم إسرائيلي من نوع الدراما والحرب، أنتجت سنة 2000م وكان بإخراج الفيلم أموس جيتاي، وتدور الحرب حول الصراع العربي الإسرائيلي في فترة السبعينيات بحرب أكتوبر، أو ما يعرف عند الإسرائيليين بـ حرب يوم الغفران.
عرض الفيلم في القناة الفرنسية الخاصة (+ CANAL) ورشحت لجائزة مهرجان كان السينمائي في فرنسا سنة 2000م إلا أن صانعوا الفيلم لم ينجحوا في الحصول على الجائزة.
صدر الفيلم للمرة الأولى في إسرائيل يوم 5 أكتوبر سنة 2000م، ومن ثم صدر الفيلم باللغة الإنجليزية بتاريخ 3 نوفمبر سنة 2000م .

## قصة الفيلم
أعلنت مصر وسوريا الحرب على إسرائيل في 6 أكتوبر سنة 1973م، حينما هاجم الجيش السوري مرتفعات الجولان ودخلت الجيش المصري شبه جزيرة سيناء بغرض استعادة أراضيها مما أضطر الجيش الإسرائيلي بالإستعداد للهجوم المضاد على هاتين الدولتين .
وفي الصباح استيقظ الدكتور كلاونزر بعد سماع خبر الهجوم المفاجئ، فقامت رجال الإسعاف الإسرائيليين لإنقاذ جنودهم المصابين، وفي يوم 10 أكتوبر قامت المروحية العسكرية الإسرائيلية لإنقاذ جنودهم المصابين عاجلا، خوفا من أن يعتقل الجنود الإسرائيليين من قبل الجيش، ونجحوا في مهماتهم .

## الممثلون
- تومر روسو في دور المسعف
- يوري كلوزنر في دور المسعف
- يورام هتب في دور المسعف

وغيرهم .

## انظر ايضاً
- أنا عربية

## وصلات خارجية
- Official website
- Kippur at The Films of Amos Gitai
- كيبور على موقع IMDb (الإنجليزية)
- كيبور على موقع ميتاكريتيك (الإنجليزية)
- كيبور على موقع روتن توميتوز (الإنجليزية)
- كيبور على موقع نتفليكس (الإنجليزية)
- كيبور على موقع ألو سيني (الفرنسية)
- كيبور على موقع Turner Classic Movies (الإنجليزية)
- كيبور على موقع أول موفي (الإنجليزية)
- كيبور على موقع بوكس أوفيس موجو (الإنجليزية)
- كيبور على موقع فيلمافينيتي (الإسبانية)
- كيبور على موقع قاعدة بيانات الفيلم (الإنجليزية)
- Kippur at الطماطم الفاسدة
- Kippur at ميتاكريتيك
- Kippur at بوكس أوفيس موجو